# IC 986
IC 986 ist eine linsenförmige Galaxie vom Hubble-Typ S0 im Sternbild Jungfrau am Nordsternhimmel. Sie ist rund 334 Millionen Lichtjahre von der Milchstraße entfernt.
Entdeckt wurde das Objekt am 8. Juni 1893 vom französischen Astronomen Stéphane Javelle.